# 農業科技研究院
財團法人農業科技研究院，簡稱農科院（英文簡寫ATRI），是位於台灣新竹市香山區的一所農業研究機構，為中華民國農業部成立的公設財團法人，設立宗旨為建構農業科技產業化及新創事業化發展平台，以提供農業企業機構、農民團體及農民的農業技術及商品化、產業化服務及政府農業政策決策支援，加速農業新創事業及國際化之發展。

## 歷史
- 2010年12月8日，行政院召開「2010行政院前瞻農業產業科技策略會議」，會議達成推動財團法人農業科技研究院成立，成為農業科技產業化及創新事業發展平台。
- 2014年1月1日，行政院農業委員會(簡稱農委會)籌設的財團法人農業科技研究院於原農委會畜產試驗所新竹分所所址正式成立，同時併入原財團法人台灣動物科技研究所[1]、農委會農業科技產業策進辦公室、農委會農科事業化促進辦公室、農委會農業生物技術產業化推動辦公室[2]。

## 組織
- 董事會：董事（任期3年，11人至17人，農業部部長及次長、衛生福利部次長、國科會副主委、其他官派代表1至2人、學者專家3至6人、農業機構團體3至5人）、監察人（3人至5人，董事長提名）、稽核室
  - 董事長：董事長由農業部部長擔任或指派董事擔任
    - 院長
      - 副院長
        - 協理

單位及部門
- 院辦公室（院本部）
- 總管理處（院本部）
  - 人力資源課
  - 財務會計課
  - 總務課
  - 資訊課
- 動物科技研究所（竹南院區）
  - 動物醫學組
  - 動物科技組
  - 動物產業組
  - 動物資源組
- 植物科技研究所（院本部）
  - 植物科技組
  - 植物產業組
- 水產科技研究所（院本部）
  - 水產科技組
  - 水產產業組
- 產業發展中心（院本部）
  - 產業分析組
  - 成果加值組
  - 育成輔導組
  - 國際事務組
- 農業政策研究中心（臺北辦公室）
  - 經貿資訊組
  - 鄉村環境組
  - 資源策略組

任務編組
- 動物疫苗開發中心（竹南院區）
- 動物功效評估中心（竹南院區）

## 外部連結
- 財團法人農業科技研究院 （页面存档备份，存于）